# Aitxuri

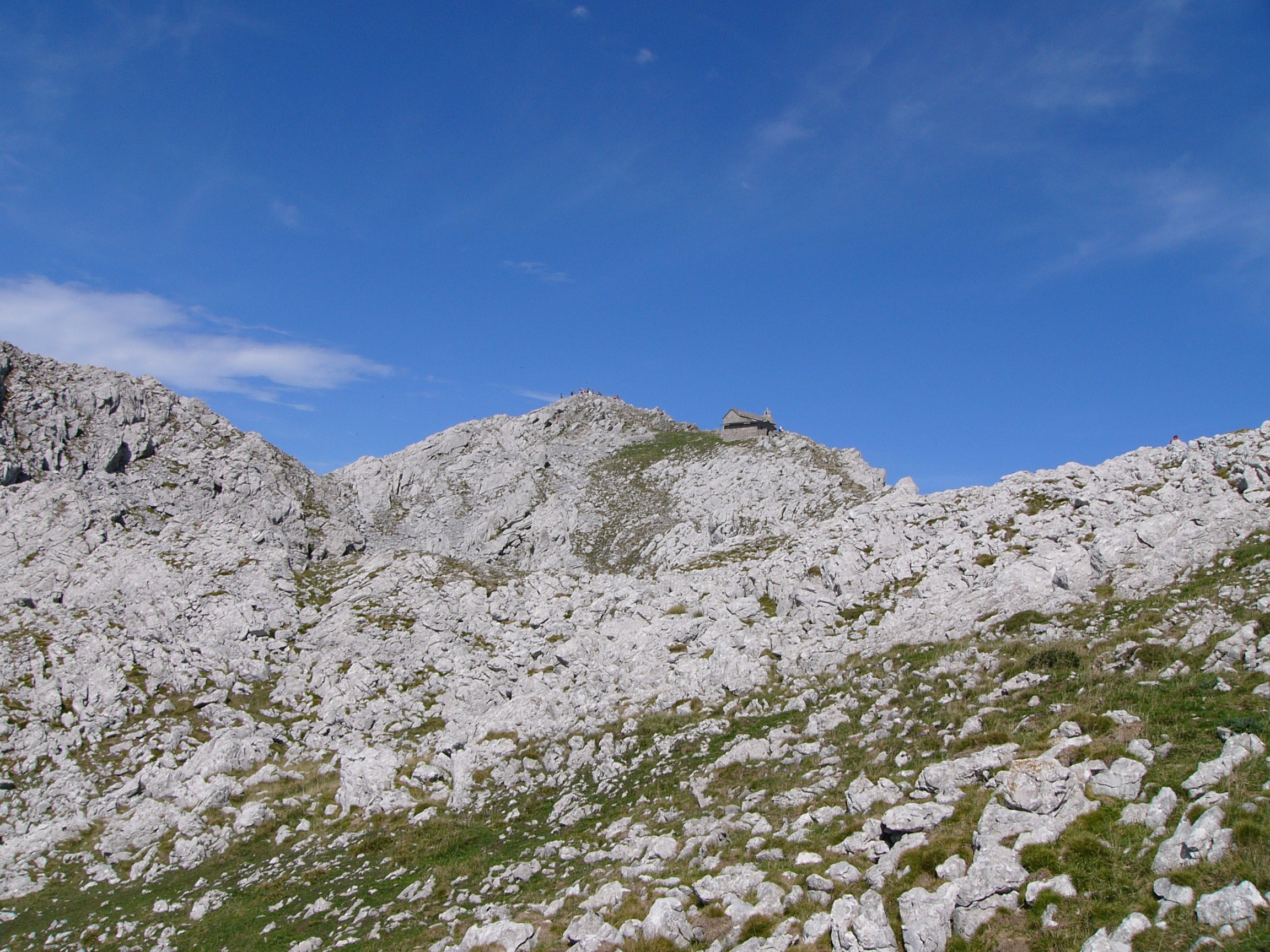
Las cumbres del Aitxuri

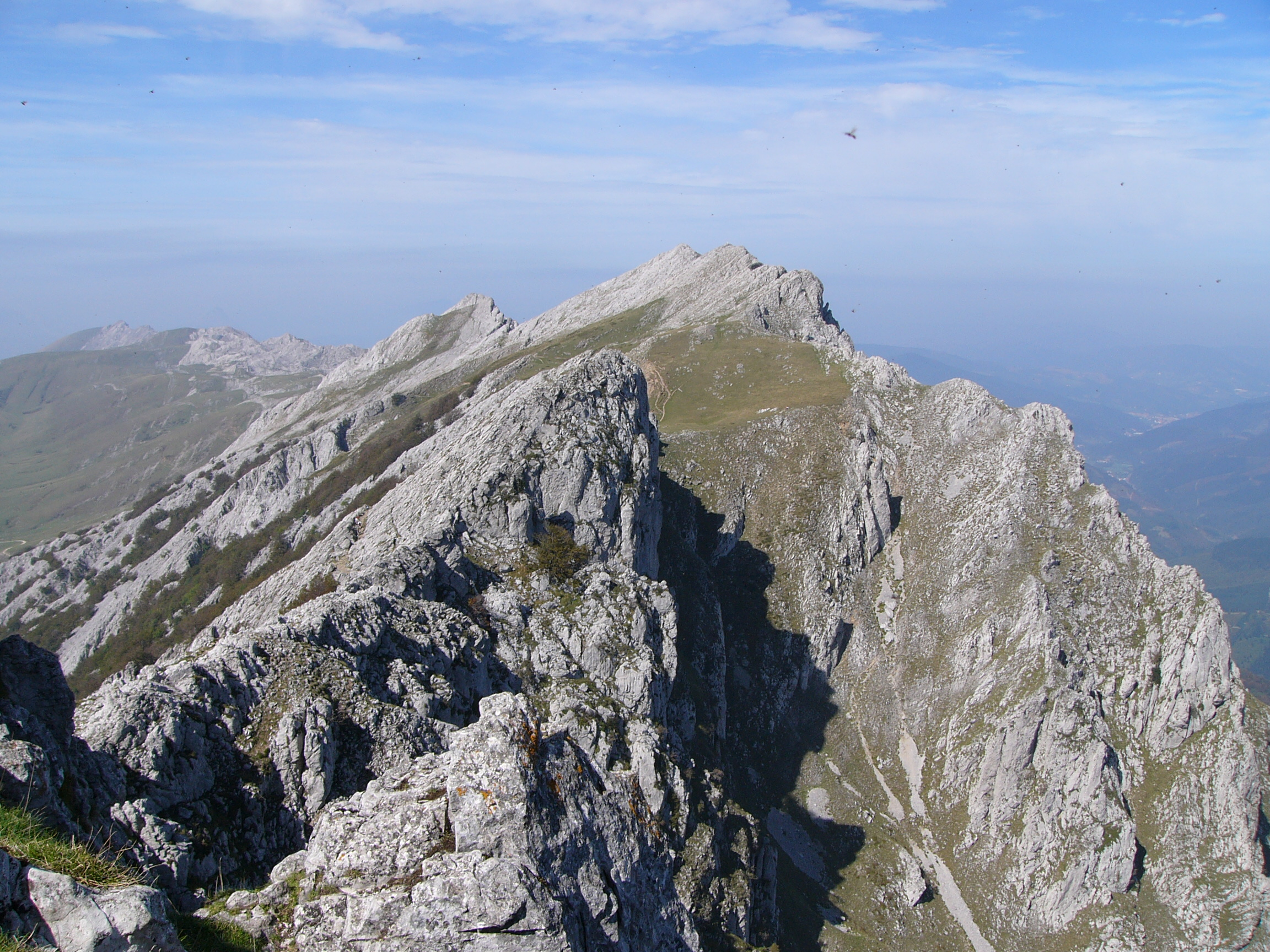
Las cumbres de la sierra de Aizcorri o Aitxuri: el más bajo, en el centro a la izqda., el Artbelaitz; a su derecha, los más altos, el Aizcorri y al lado el Aquetegui; en primer término, más bajo y empastado con estos dos últimos, el Aitzabal

El Aitxuri, Atxurri, Aitz txuri o Aitzabal es una montaña de 1508 m de altitud perteneciente a la sierra de Aizcorri en los montes vascos. Está situado en Guipúzcoa, País Vasco, España.  Son dos cotas gemelas de altitud similar, una de 1508,66 m s. n. m. y de 1.508,72 m s. n. m. El buzón esta en la cumbre norte.
Es una de las siete cumbres de más de 1500 m s. n. m. que se alzan en la crestería del Aizcorri. Ha sido confundido con su vecino Aquetegui  con sus 1551 m s.n.m.

## Descripción
Esta cumbre se sitúa entre el Aquetegui y el Aizcorri dominando los corredores de la cara este del macizo. El corredor llamado Kanalaundi, canal grande en castellano, parte la crestería de una forma evidente y visible. Al este está la cima del Aitxuri y seguida de ella la del Aizcorri, mientras que al oeste se alza el Aquetegui con sus 1551 m s. n. m. La canal comienza a 530 m s. n. m., sobre la estación de Cegama, y llega hasta la crestería de la cordal y resulta la ruta de ascenso más espectacular.
La cumbre está partida en dos cimas sumamente próximas entre sí y  entre dos canales, Kanal aundi y la Canal norte de Aizcorri. Durante años muchos han confundido este nombre con el del Aquetegui, hecho aclarado por J.L. Ugarte Garrido en su artículo publicado en 2017 en la revista Pyrenaica número 266 (pág. 78-80) "Aketegi, EAEko Mendirik garaiena".
Como el resto de los picos que conforman el macizo del Aitzgorri el Aitxuri, cuyo nombre quiere decir roca blanca (viene de las palabras vascas Aitz, que quiere decir "roca", y txuri, "blanco"), está constituido por roca caliza y se alza sobre las campas de Urbía, en su parte sur y sobre el Goyerri por el norte. A sus pies se encuentra Cegama y se distinguen, perfectamente, las carreteras y vías de ferrocarril. 
Las cimas que lo rodean son de altitudes similares, con la curiosidad que la que da nombre al macizo evidencia su menor altitud.

## Ascensos
Son muchas las rutas de ascenso a esta montaña. Casi todas comunes al Aizcorri o al Aquetegui.
- Desde el Alto de Otzaurte. Desde el puerto de Otzaurte a 671 m de altitud se parte por una pista que se dirige al collado de Beunda donde hay una majada de pastores y un área de esparcimiento. Cruzando la ladera sur del Añabasolo, por la derecha, se llega al paraje de Aldaola (832 m) sobre la cresta que une Añabaso con Aitzgorri desde donde se alcanza el paso de San Adrián cuya altitud es de 1008 m donde se ve, en el interior del túnel, la ermita de San Adrián. Se sigue hacia la fuente de Lizarrate y antes de llegar se toma un desvío a la derecha para comenzar el ascenso a la cumbre del Aitzgorri, junto al pequeño túmulo, también, llamado San Adrián. El ascenso se hace entre hayas hasta cerca de la cima por una fuerte pendiente. Este recorrido se llama El calvario, aunque su nombre original es mandobide. Hay una variante que parte de la ermita del Sancti Spiritus, a 969 m de altitud, y que se ubica antes de llegar al túnel de San Adrián. Se continua la crestería, hacia el oeste, hasta, después de pasar Kanal Aundi, encontrar la cumbre del Aquetegui y, luego, del Aitxuri.

- Desde Aránzazu. Una vez en Aránzazu (731 m) se asciende a Urbía por un buen y descansado camino muy marcado. La entrada a las campas de Urbía se realiza por el collado de Elorrola (1161 m) que guardan las peñas de Zabalaitz (1262 m) por la derecha y Enaitz (1301 m) por la izquierda. Se sigue el sendero entre la línea de árboles que lo rodean y se llega a la ermita y poco más adelante a la fonda, que invita a tomarse un descanso. La crestería se abre sobre las campas, al norte, y se puede ascender por su lado oeste, tomando la dirección al dolmen de Aizkorritxo, para, recorriéndola, llegar al Aitxuri.

- Desde Cegama. Partiendo de Cegama (296 m) se sube a la estación del ferrocarril y de allí se toma el camino hacia el collado de Intzuzaeta y de allí, por la izquierda, siguiendo la ruta de Andreaitz se accede a la cresta. Cuando se llega al paso de Andreaitz (1324 m) se va hacia Urbía y se gira a la izquierda, rodeando el pico Andreaitz (1434 m) llegando al collado Lugaitze desde donde se comienza el recorrido por la crestería hasta la cima del Aitxuri.

- Desde Araya. Para ascender desde Araya se sigue la ruta del Aratz para desviarnos a San Adrián y de allí subir al Aitzgorri como ya se ha indicado anteriormente. Para ello, hay que dirigirse hacia los restos de la fundición Ajuria y se toma un camino a la izquierda (la cuesta de las vagonetas) que asciende hasta las canteras de la peña de San Miguel y desde allí, rodeando las canteras se asciende a la fuente de Iturriotz (1050 m) para ganar el claro donde se ubica la cabaña de Azkosaroi. Desde aquí se deja el sendero que va al Araz para dirigirse al túnel de San Adrián y de allí al Aizcorri. Siguiendo la crestería, después de pasar Kanal Aundi se llega al Aquetegui y, luego, al Aitxuri.

Tiempos de accesos: 
- Aránzazu (2h 30m).
- Otzaurte (3h 30m).
- Cegama (3h 00m)

Fuente (rutas de ascenso): Mendikat